# Royaume-Uni au Concours Eurovision de la chanson 1963
Le Royaume-Uni a participé pour la sixième fois au Concours Eurovision de la chanson, en 1963 à Londres, au Royaume-Uni. La chanson Say Wonderful Things chantée par Ronnie Carroll a été sélectionnée lors d'une finale nationale, dans l’émission A Song for Europe organisée par la BBC.

## A Song for Europe 1963
La finale a eu lieu le 24 février 1963 et présenté par David Jacobs.

### Finale
- Diffusé sur BBC Television le 24 février 1963

| Artiste                                           | Chanson                               | Place | Points |
| ------------------------------------------------- | ------------------------------------- | ----- | ------ |
| Anne Shelton                                      | My Continental Love                   | 4     | 9      |
| Ronnie Carroll                                    | Say Wonderful Things                  | 1     | 33     |
| Barry Barnett                                     | If You Ever Leave Me                  | 2     | 20     |
| Johnny Towers                                     | This Kind Of Love                     | 6     | 5      |
| Maureen Evans                                     | Pick The Petals                       | 3     | 17     |
| Vince Hill                                        | A Day At The Seaside                  | 5     | 8      |
| Jimmy Justice                                     | The Little Cracked Bell Of San Raquel | 7     | 4      |
| Le tableau suit l'ordre de passage des candidats. |                                       |       |        |

Say Wonderful Things a remporté la finale nationale et a terminé quatrième du concours.

## À l'Eurovision
Le Royaume-Uni était le 1re pays lors de la soirée du concours, précédant les Pays-Bas. À l'issue du vote, le Royaume-Uni a reçu 28 points, se classant 4e sur 16 pays. Il faudrait attendre jusqu'en 1978 pour que le Royaume-Uni ne termine pas dans la première moitié du tableau.

### Points attribués au Royaume-Uni
| 10 points           | 9 points | 8 points                                                | 7 points | 6 points |
| ------------------- | -------- | ------------------------------------------------------- | -------- | -------- |
|                     |          |                                                         |          |          |
| 5 points            | 4 points | 3 points                                                | 2 points | 1 point  |
| - Norvège - Espagne |          | - Pays-Bas - Finlande - Danemark - Yougoslavie - France | - Suède  | - Monaco |

### Points attribués par le Royaume-Uni
| 5 points | Suisse   |
| 4 points | Autriche |
| 3 points | Danemark |
| 2 points | Italie   |
| 1 point  | Monaco   |